# Pădurea Ciornohal
Pădurea Ciornohal este o arie protejată de interes național ce corespunde categoriei a IV-a IUCN (rezervație naturală de tip forestier), situată în județul Botoșani, pe teritoriul administrativ al comunei Călărași.

## Descriere

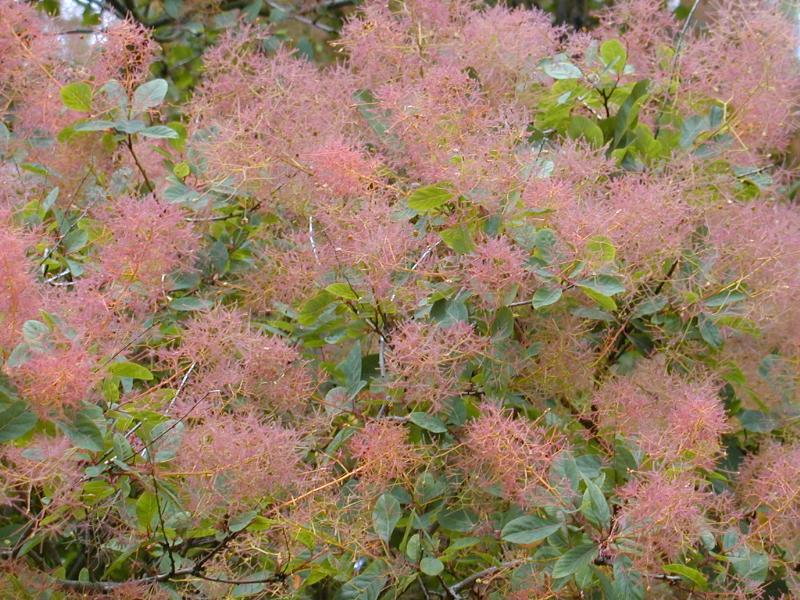
Scumpie (Cotinus coggygria)

Rezervația naturală aflată în partea nord-vestică a satului Călărași, are o suprafață de 76,50 ha, și reprezintă o zonă cu pădure de foioase constituită în mare parte din stejar (Quercus robur) și carpen (Carpinus betulus); pajiști și pășuni, fiind considerată stațiunea cea mai nordică unde vegetează un arbust mare, cunoscut sub denumirea de scumpie, ce aparține speciei Cotinus coggygria.

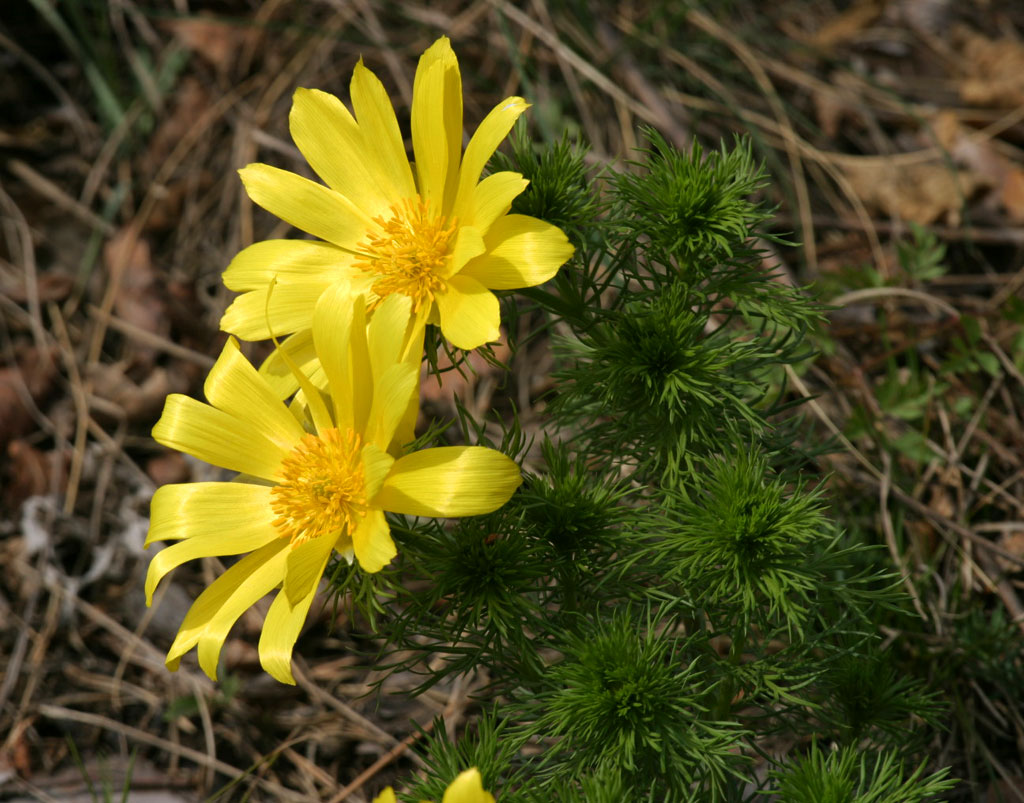
Ruşcuţă de primăvară (Adonis vernalis)

## Floră
La nivelul ierburilor sunt întâlnite elemente (de stepă) sudice și continentale, printre care și specii floristice rare de rușcuță de primăvară (Adonis vernalis), centaurea din specia Centaurea orientallis, veronică din specia Veronica spicata, piciorul cocoșului (Ranunculus repens L.), rodul pământului (Arum orientale), inul galben (Linum flavum), etc.